# H0

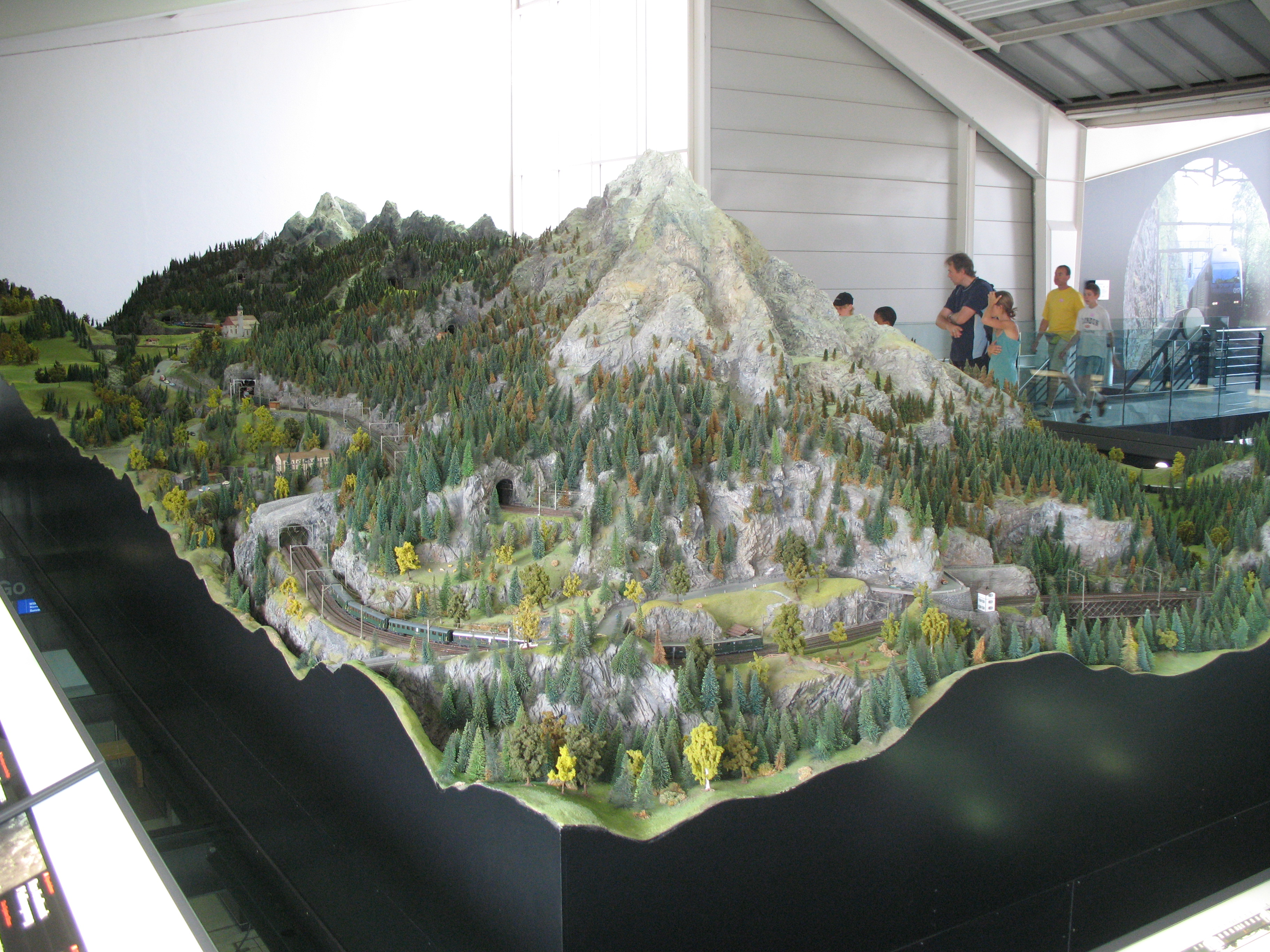
Небольшая гора в масштабе H0

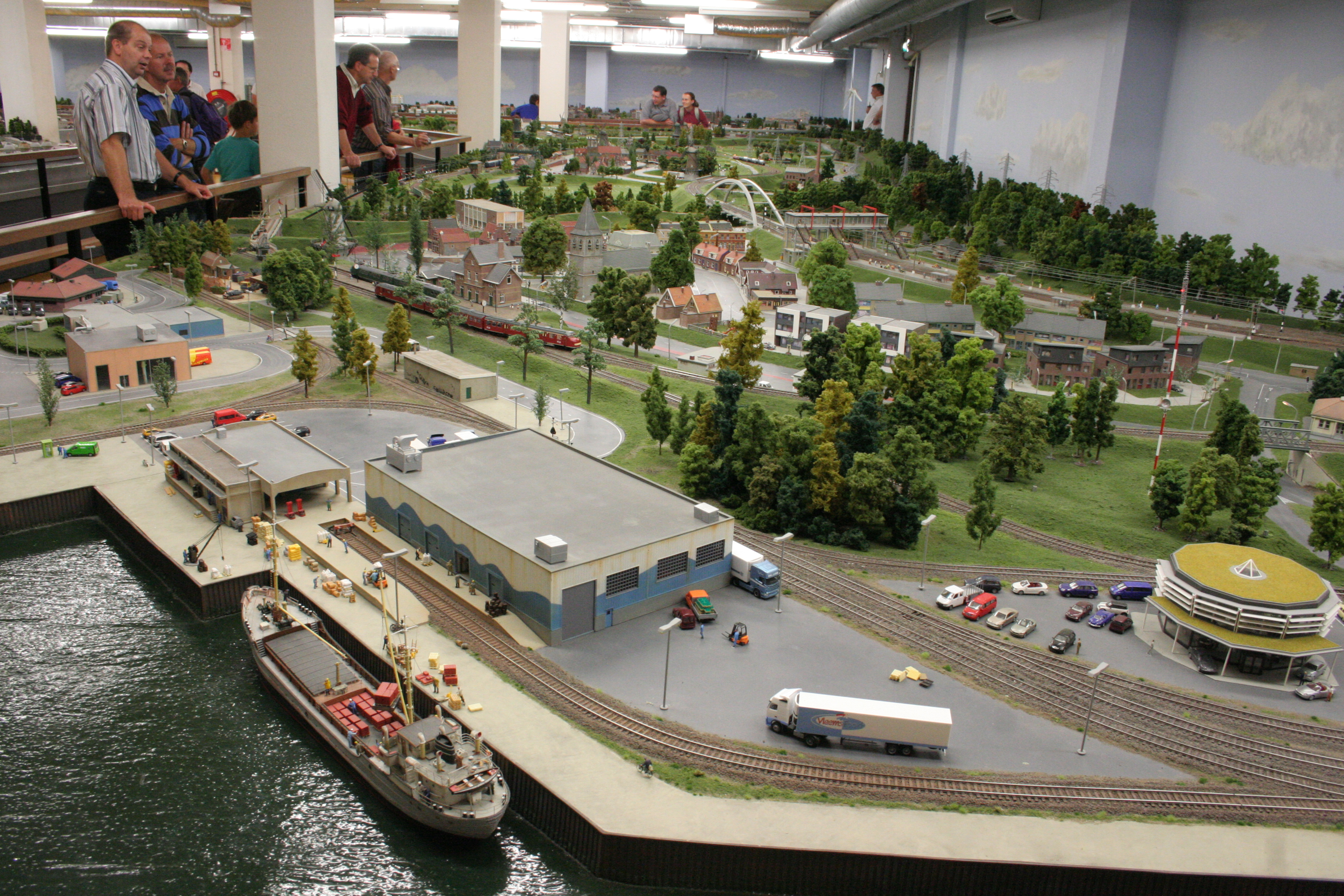
Диорама Miniworld в том же масштабе

H0 (от англ. Half Zero или нем. Halb Null — «половина нуля»; читается «эйч-оу» или «аш-ноль», разг. «ха-ноль») — типоразмер моделей железной дороги в масштабе 1:87. Модели в этом типоразмере примерно вдвое мельче, чем в типоразмере 0 (масштаб 1:45), отчего и произошло название «половина нуля». Американские модельные стандарты NMRA называют этот типоразмер «HO» (с латинской буквой «O» вместо нуля) и определяют масштаб уменьшения 1:87.1.
Ширина колеи для моделей нормальной колеи в H0 равна 16,5 мм.
Модели типоразмера H0 используются в основном в помещении, хотя возможно также создание и садовых железных дорог в этом типоразмере.

## Ширина колеи
При определении ширины колеи для моделей железных дорог нормальной колеи исходят из ширины стефенсоновской колеи (1435 мм). В масштабе 1:87 это составляет 16,5 мм. Поэтому неспециалисты часто называют модели в H0 шестнадцатимиллиметровой железной дорогой.
Несмотря на то, что ширина колеи железных дорог стран бывшего СССР равна 1520 мм, что в масштабе 1:87 составило бы 17,5 мм, европейский модельный стандарт NEM 010 оговаривает единую ширину колеи для моделей железных дорог с шириной колеи от 1250 до 1700 мм, охватывая значения ширины нормальной колеи, отличные от стефенсоновской.
Стандартные значения ширины колеи для моделей железных дорог в типоразмере H0, включая узкоколейные, согласно стандарту NEM 010, представлены в таблице:
| Название  | Колея, мм | Прототип | Примечания                                            |
| --------- | --------- | --- | ----------------------------------------------------- |
| H0        | 16,5      | Нормальная колея |                                                       |
| H0m       | 12        | Метровая колея | Близка к ширине колеи 1067 мм железных дорог Сахалина |
| H0e       | 9         | Колея 750 мм | Основная часть узкоколейных ЖД бывшего СССР           |
| H0i (H0f) | 6,5       | Близка к ширине колеи промышленных узкоколеек 600 мм |                                                       |
| H0n#      |           | Американское обозначение узкой колеи (от англ. narrow — узкий), где после индекса n указывается ширина колеи в футах (1 фут≈305 мм). Например, HOn3 — это модель трёхфутовой колеи (915 мм). Ширина колеи модели приводится к ближайшей стандартной: 12 мм, 9 мм или 6,5 мм. |                                                       |

## Подвижной состав

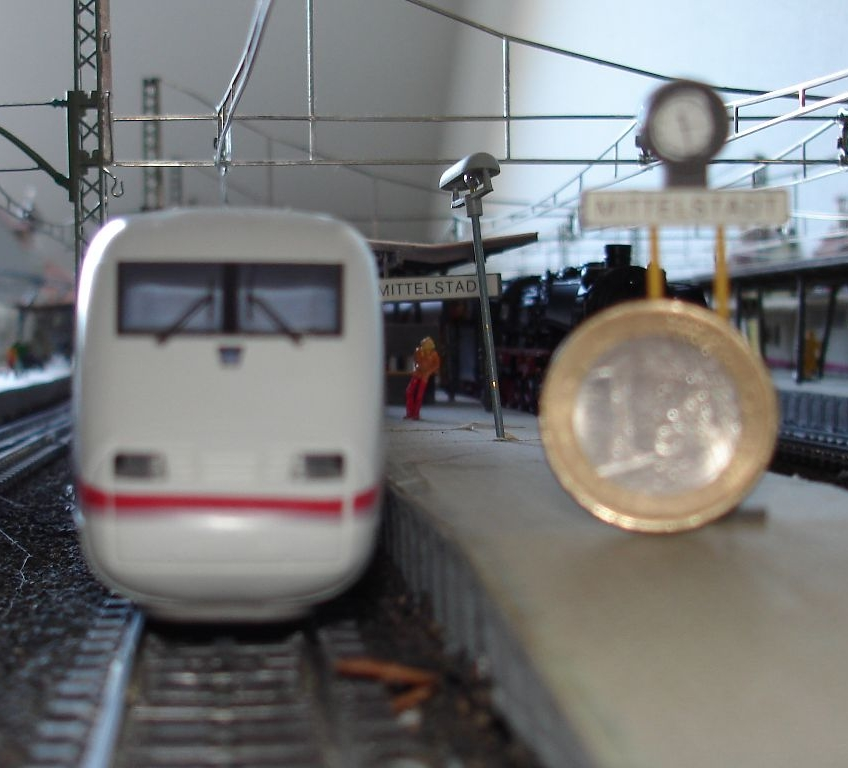
Поезд у платформы в масштабе H0

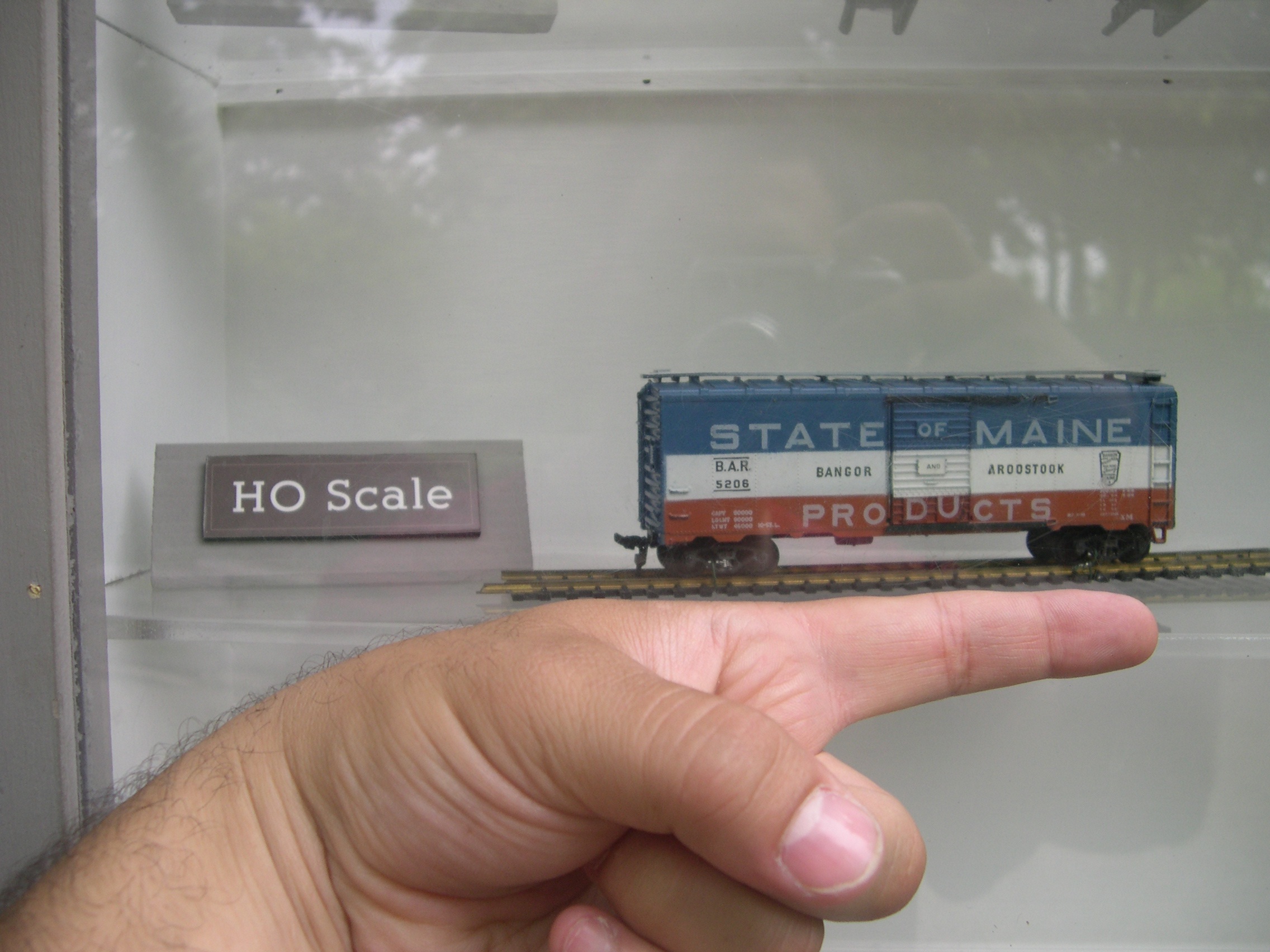
Четырёхосный товарный вагон в том же масштабе

Подвижной состав в типоразмере H0 имеет габариты примерно 60 мм в высоту и 40 мм в ширину (точные размеры получаются пересчётом габаритов прототипа в масштабе). Длина модели современного пассажирского вагона в H0 — около 30 см, четырёхосного грузового — 17–20 см. Таким образом, пассажирский поезд из локомотива и 4 вагонов будет иметь длину порядка 1,5 метров. Поэтому для небольших макетов железной дороги длину состава ограничивают 3–5 пассажирскими или 5–8 грузовыми вагонами, оставляя поезда́ прототипной длины для больших клубных или выставочных макетов (которые могут быть модульными).
Железнодорожные модели могут двигаться. Модели локомотивов обычно оборудованы электрическим двигателем, получающим питание по рельсам; модели электровозов также могут получать энергию от контактной сети. В некоторых случаях двигатель может питаться и от автономного источника (например, аккумулятора), находящегося в вагоне поезда или секции локомотива.
Управление движением поезда производится либо изменением величины напряжения, подаваемого на путь (рельсы) при аналоговом управлении, либо с помощью команд, передаваемых на локомотив по рельсам, по радио, с помощью ИК-лучей или устройств на пути (магнитов, рычагов).
Существует вариант с третьим рельсом, по которому подводится переменный ток.
Существуют различные устройства для создания реалистичного макета в масштабе H0.
Например:
Звуковой декодер (используется для воспроизведения звуковых файлов, устанавливается в подвижной состав).
Дымогенератор (служит для создания дымового эффекта над тепловозом или паровозом, работает на специальном масле).
Устройства СЦБ (сигнализации, централизации и блокировки) в масштабе H0 и др.

## Интересные факты
В городе Санкт-Петербург есть музей Гранд Макет Россия, где весь макет выполнен в масштабе HO.

## См.также
- Железнодорожный моделизм
- Типоразмер TT
- Типоразмер N
- Типоразмер Z